# Place des Trois-Maries
La place des Trois-Maries est une ancienne place du 1er arrondissement de Paris qui a disparu avec la création de la rue du Pont-Neuf en 1866.

## Situation et accès

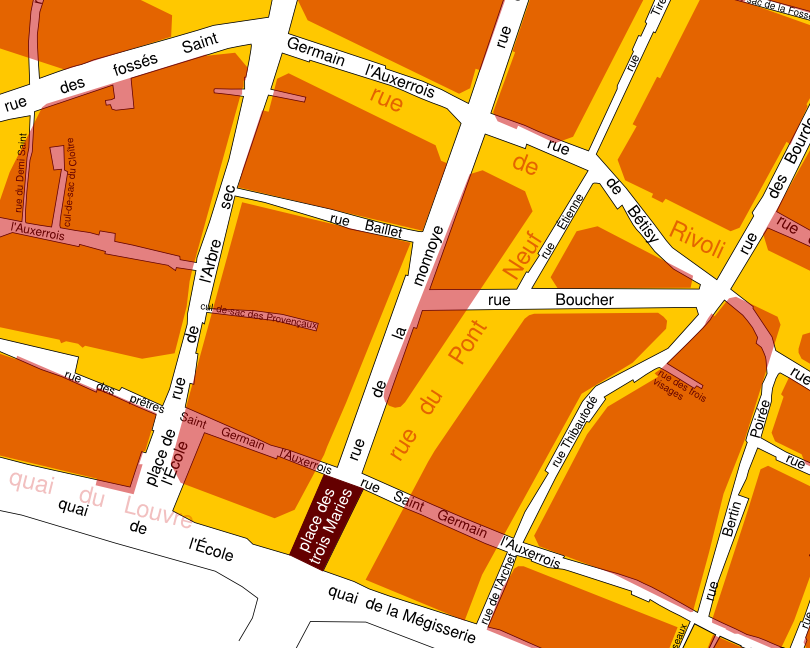
Plan de la place des Trois-Maries et de la voirie avoisinante à la fin du XVIIIe siècle avec, en superposition, le tracé des rues actuelles.

## Origine du Nom
L'origine du nom de la place des Trois-Maries est incertain selon Jacques Hillairet : ce nom pourrait provenir soit d'une enseigne de la place soit de statues ornant l'abside de l'église Saint-Germain-l'Auxerrois située à proximité. Dans cette abside se trouvaient en effet des statues et des chapelles en l'honneur de trois Marie : la Vierge, Marie-Madeleine et une troisième Marie qui pourrait être Marie Salomé ou Marie l'Égyptienne. D'après le livre Tableau historique et pittoresque de Paris publié en 1822, cette place tient son nom d'une maison qui avait en 1564 pour enseigne les Trois-Maries.

## Historique
En 1320, cette voie s'appelait « rue au Foyn » ou « rue au Foin » car elle conduisait au port au Foin qui était situé sur le quai de l'École. Elle prit également les noms de « place au Foin » et de « rue du Port-au-Foin ».
Elle est citée dans un manuscrit de l'abbaye Sainte-Geneviève de 1450 sous le nom de « rue du Foyn ».
Plusieurs maisons de cette rue ayant été démolies en 1565 laissèrent un emplacement vide que l'on désigna sous le nom de « place des Trois-Maries ».
Au XVIIe siècle, on la trouve nommée « rue du Pont-Neuf », parce qu'elle y conduit.
Elle est citée sous le nom de « rue du Quarefour du Pont neuf » dans un manuscrit de 1636.
La place des Trois-Maries parisienne qui se trouvait sur la rive droite de la Seine dans l'axe du pont-Neuf et de la rue de la Monnaie au nord. Au sud, elle était à la jonction du Pont-Neuf, du quai de l'École et du quai de la Mégisserie. Au nord, elle était à la jonction de la rue Saint-Germain-l'Auxerrois, de la rue des Prêtres-Saint-Germain-l'Auxerrois et de la rue de la Monnaie,.
En 1702, la voie, qui fait partie du quartier du Louvre, comporte 7 maisons et 2 lanternes.
La rue appartient juste avant la Révolution française à la paroisse Saint-Germain-l'Auxerrois. Pendant la Révolution française, elle fait partie de la « section du Louvre » de 1790 à mai 1792, renommée « section du Muséum » et qui devient le quartier du Louvre lors de la création de l'ancien 4e arrondissement en 1795.
En 1854, l'ouverture d'une nouvelle rue entre le Pont-Neuf et les halles centrales est décrétée d'utilité publique,.
Elle est intégrée au 1er arrondissement lors de la formation de ce dernier en 1859.
Le plan parcellaire des propriétés à exproprier pour « l’élargissement de la rue Tirechape et le prolongement de cette voie jusqu’au pont Neuf » est publié le 6 septembre 1865. La place des Trois-Maries est absorbée en 1866 par cette voie nouvelle, nommée « rue du Pont-Neuf » en 1867.